# 反応工学
反応工学（はんのうこうがく、英語：reaction engineering、chemical reaction engineering）とは、反応器内で起こる化学反応を定量的に解析する化学工学の一分野である。化学が、どんな反応が起きるかを研究する学問と位置づけられるなら、反応工学は反応がどう起こるか，どうやったら反応をうまく起こせるかを研究する学問といえる。

## 扱う事象
反応工学で扱う内容は大別して2つある。1つは反応に関する量論、つまり反応速度論である。物理化学で扱う反応速度論との違いは，物理化学においては，反応系は均一で単一反応を扱うのがほとんどである．反応工学では複合反応や中間生成物を持つ反応、あるいは気固反応などの異なる相の反応についての速度論を学ぶ。
もう1つは反応器の設計である。特に化学工業においては連続的に運転できる反応器が重要である。連続運転が可能な反応器には管型反応器（plug flow reactor、略称：PFR）と連続槽型反応器（continuous stirred tank reactor、略称：CSTR）があり，その他，連続操作ではないものとして回分反応器や半回分反応器などもある．反応器を設計するには，まず反応器の前後で物質収支式をたてるのが基本である．その他，滞留時間分布や拡散モデルなど，液体の混合状態や気相と固体触媒の接触状態などを扱う場合は，移動現象論の知識を必要とする．
反応器内での反応を議論するには物質収支式や反応速度式、さらに非等温反応においてはエンタルピー収支式が必要となる。